# Aéroport de Lebel-sur-Quévillon
L'aéroport de Lebel-sur-Quévillon est un aéroport situé au Québec, au Canada.